# 1968年夏季残疾人奥林匹克运动会瑞典代表团
1968年夏季残疾人奥林匹克运动会瑞典代表团是瑞典派出的1968年夏季残疾人奥林匹克运动会代表团。获得1枚金牌、6枚银牌和4枚铜牌。